# Samostan sv. Andrije apostola
Samostan sv. Andrije apostola (grčki: Απόστολος Ανδρέας; tur. Apostolos Andreas Manastırı) samostan je smješten južno od Rta sv. Andrije apostola, najsjeveroistočnije točke otoka Cipra, u mjestu Rizokarpaso na poluotoku Karpas. Samostan je posvećen svetom Andriji i važno je sveto mjesto za Ciparsku pravoslavnu crkvu. Nekad je bio poznat kao "ciparski Lourdes", a nije ga služila organizirana zajednica redovnika, već promjenjiva skupina svećenika dobrovoljaca i laika. I zajednice ciparskih Grka i ciparskih Turaka smatraju samostan svetim mjestom i posjećuju ga mnogi ljudi radi zavjetne molitve.

## Povijest
Tradicionalna priča o osnutku samostana kazuje da je brod koji je prevozio sv. Andriju u Svetu zemlju skrenuo s kursa i ovdje udario o stijene. Kad je izašao na obalu, Andrija je udario štapom o stijenu i na tome je mjestu izbio izvor. Voda se pokazala ljekovitom i vratila je vid kapetanu broda koji je bio slijep na jedno oko. Stijena je kasnije postala mjestom hodočašća. Ovdje je u 12. stoljeću stajao utvrđeni samostan iz kojeg je Izak Komnen pregovarao o predaji Rikardu Lavljega Srca. U 15. stoljeću uz samu obalu sagrađena je mala kapelica. Crkva glavnog samostana datira iz 18. stoljeća, a glavne su zgrade izgrađene 100 godina kasnije.
Masovno hodočašće je međutim relativno novijeg datuma i započelo je u 20. stoljeću. Poznata je priča o otmici sina Marije Georgiou 1895. Sedamnaest godina kasnije u snu joj se ukazao sv. Andrija rekavši joj da ode u samostan moliti za povratak svog sina. Živeći u Anatoliji, Marija je brodom krenula je na put do Cipra. Pričajući svoju priču tijekom putovanja, jedan od putnika, mladi derviški svećenik, sve se više za nju zanimao. Upitao ju je ima li njezin sin ikakvih znakova raspoznavanja, Marija mu je rekla da joj sin  od rođenja ima nekoliko madeža. Mladić je skinuo odjeću kako bi joj pokazao iste znakove, a majka i sin su se tako ponovno našli.
Nakon turske invazije na Cipar 1974., broj hodočasnika se smanjio, ali s otvaranjem graničnih prijelaza 2004. više hodočasnika počelo je posjećivati samostan. Samostan je posljednjih godina zapušten, no Ujedinjeni narodi su osigurali sredstva za njegovu obnovu.

## Obnova
Godine 2008. osnovan je tehnički odbor dviju zajednica (grčke i turske) kao odgovorno tijelo za zaštitu kulturne baštine otoka. Odbor je godinu dana koordinirao radove na restauriranju samostana sv. Andrije. U početku je Ciparska pravoslavna crkva odbila suradnju jer dokument koji je pripremio Program Ujedinjenih naroda za razvoj (UNDP) nije istu imenovao kao vlasnika samostana već samo kao donatora, a nadbiskup Krisostom II. rekao je da je spreman dopustiti da se povijesni samostan uruši, ali da neće potpisati plan koji nije priznavao Ciparsku crkvu kao vlasnika. Njegovo je stajalište ponovno razmotreno krajem siječnja 2013., kada su Ujedinjeni narodi formulirali prijedlog da se projekt nastavi na temelju "partnerstva s više donatora" čime bi više od jednog donatora moglo financirati projekt. UNDP je potpisao zasebne protokolarne sporazume s Ciparskom pravoslavnom crkvom i vjerskom zakladom ciparskih Turaka EVKAF.
Dana 12. siječnja 2013. vlasti tzv. Sjevernoga Cipra izjavile su da će samostan biti podvrgnut opsežnoj obnovi koja će stajati više od 5 milijuna eura. Radove na restauriranju trenutačno provodi međunarodni tim stručnjaka, a financiraju ih Ciparska pravoslavna crkva (2 500 000 eura), uprava EVKAF-a (2 500 000 eura) i Američka agencija za međunarodni razvoj (USAID) (25 000 eura).